# Südharz
Südharz é um município da Alemanha, situado no distrito de Mansfeld-Südharz, no estado de Saxônia-Anhalt. Tem 236,36 km² de área, e sua população em 2019 foi estimada em 9.307 habitantes.